# Dương Phục Quang
Dương Phục Quang (giản thể: 杨复光; phồn thể: 楊復光, 842-883), là một hoạn quan và tướng lĩnh triều Đường. Ông được đánh giá là có công lao lớn trong việc đánh bại cuộc nổi dậy của Hoàng Sào.

## Thân thế
Dương Phục Quang sinh năm 842, dưới triều đại của Đường Vũ Tông. Ông nguyên mang họ Kiều (喬) và là người vùng Mân - tức Phúc Kiến ngày nay. Khi còn nhỏ, ông vào nội thị tỉnh làm thái giám và con nuôi của nội thường thị Dương Huyền Giới (楊玄价), do đó cải sang họ Dương. Dương Phục Quang được mô tả là khẳng khái có tiết nghĩa, dũng mãnh, gây ấn tượng với Dương Huyền Giới. Dương Phục Quang lại biết mưu lược, từng giữ chức giám quân ở các trấn.

## Trước khi Hoàng Sào chiếm Trường An
Năm Càn Phù thứ 3 (876), Dương Phục Quang giữ chức đô giám dưới quyền tướng Tăng Nguyên Dụ (曾元裕) trong chiến dịch trấn áp Vương Tiên Chi, sau được bổ nhiệm là Chiêu thảo phó sứ. Ông từng thượng tấu lên Đường Hy Tông, nói rằng Thượng Nhượng đã chiếm cứ Tra Nha Sơn, buộc quan quân phải triệt thoái về Đặng châu.
Tháng 11 ÂL năm 877, Dương Phục Quang khiển phán quan Ngô Ngạn Hành (吳彥宏) đến dụ hàng Vương Tiên Chi, Vương Tiên Chi khiển Thượng Quân Trường đến Đặng châu hiệp hàng. Tuy nhiên vào tháng 12 ÂL, khi đang trên đường đi thì Chiêu thảo sứ Tống Uy (宋威) đã phục kích và bắt giữ Thượng Quân Trường ở tây nam Dĩnh châu, sau đó tuyên bố rằng mình đã bắt được Thượng trong lúc lâm trận. Dương Phục Quang rất tức giận, thượng tấu nói rằng Thượng Quân Trường đích thực đang trên đường đến hàng, triều đình Đường khiển ngự sử Quy Nhân Thiệu (歸仁紹) cùng những người khác điều tra, song không có kết quả. Thượng Quân Trường sau bị xử trảm ở Cẩu Tích Lĩnh, các cuộc đàm phán giữa hai bên cũng chấm dứt.
Sau đó, khi Vương Đạc được bổ nhiệm là ''Nam diện hành doanh chiêu thảo đô thống để trấn áp Hoàng Sào, Dương Phục Quang vẫn là giám quân. Năm 880, Dương Phục Quang giữ chức Kinh Nam  giám quân, khi Lưu Cự Dung (劉巨容) trở về Tương Dương, Dương giám quân đã bổ nhiệm Trung Vũ đô tướng Tống Hạo (宋浩) tạm thời làm chủ phủ sự, Thái Ninh đô tướng Đoàn Ngạn Mô (段彥謨) đem binh trấn thủ thành. Sau đó, khi Tống Hạo tranh chấp với Đoàn Ngạn Mô về việc Tống Hạo trừng phạt một số binh sĩ của Đoàn Ngạn Mô, Đoàn Ngạn Mô đã giết Tống Hạo. Sau đó, Dương Phục Quang thượng tấu nói rằng Tống Hạo quá tàn khốc, kết quả là Đoàn Ngạn Mô không bị trừng phạt. (Theo phần liệt truyện về Dương Phục Quang trong Tân Đường thư, Dương Phục Quang đã khuyến khích các hành động của Đoàn Ngạn Mô vì Tống Hạo bất kính với ông.) Sau đó, Dương Phục Quang giữ chức giám Trung Vũ quân.

### Sau khi Hoàng Sào chiếm Trường An
Cuối năm 880, Hoàng Sào chiếm được Trường An, Đường Hy Tông phải chạy trốn đến Thành Đô. Một số tướng lĩnh của Đường chịu quy phục Hoàng Sào, trong số đó có Trung Vũ tiết độ sứ Chu Ngập (周岌). Vào một đêm, khi Chu Ngập mời Dương Phục Quang đến một bữa tiệc, các thuộc hạ của Dương Phục Quang đã trình bày với ông rằng Chu Ngập nay đã quy phục Đại Tề và có thể sẽ giết chết ông. Dương Phục Quang đáp lại rằng ông có thể thuyết phục Chu Ngập quay lại trung thành với triều Đường, và cần phải bất chấp an nguy của bản thân mình để làm việc này, và vẫn quyết định tham gia bữa tiệc. Trong bữa tiệc, Dương Phục Quang thuyết phục thành công Chu Ngập, Dương Phục Quang còn lệnh cho dưỡng tử là Dương Thủ Lượng (楊守亮) ám sát sứ giả mà Hoàng Sào phái đến Trung Vũ. Sau đó, Dương Phục Quang phân 8.000 lính Trung Vũ thành tám đô, giao cho tám nha tướng như Lộc Yến Hoằng (鹿晏弘), Tấn Huy (晉暉), Vương Kiến, Hàn Kiến, Trương Tạo (張造), Lý Sư Thái (李師泰), và Bàng Tùng (龐從) chỉ huy. Quân Trung Vũ đã đẩy lui được quân Đại Tề do Chu Ôn thống lĩnh. Vào mùa đông năm 881, Dương Phục Quang tiến quân đến Vũ Công, chuẩn bị tham gia vào chiến dịch tái chiếm Trường An từ tay Hoàng Sào. Quân Đường sau đó tái chiếm Trường An trong một thời gian ngắn, nhưng rồi họ chiến bại trước Hoàng Sào và lại để mất kinh thành. Dương Phục Quang tiếp tục hợp binh với Hà Trung tiết độ sứ Vương Trọng Vinh, họ cũng thuyết phục được Chu Ông quay sang quy phục Đại Đường.
Tuy nhiên, quân Hoàng Sào vẫn còn mạnh, và Vương Trọng Vinh lo sợ khi phải đương đầu trực diện với Hoàng Sào. Dương Phục Quang đề xuất rằng liên quân Đường cần tranh thủ viện trợ của tù trưởng người Sa Đà là Lý Khắc Dụng. Dương Phục Quang đề xuất việc này với Vương Đạc, Vương Đạc đã ban một chiếu chỉ nhân danh Đường Hy Tông để triệu hồi Lý Khắc Dụng. Lý Khắc Dụng chấp thuận, và đưa quân đến hợp binh với Dương Phục Quang và Vương Trọng Vinh, chuẩn bị công chiếm Trường An. Vào mùa hè năm 883, dưới sự chỉ huy của Lý Khắc Dụng, quan quân đánh bại quân Hoàng Sào, buộc Hoàng Sào phải từ bỏ Trường An và chạy trốn về phía đông. Dương Phục Quang khiển sứ đi thông báo chiến thắng, bá quan đến chúc mừng. Mùa xuân năm 883, Dương Phục Quang được bổ nhiệm là Đông diện đô thống giám quân sứ. Do lập được quân công, ông được ban chức Khai phủ nghi đồng tam ti và phong tước Hoằng Nông quận công.
Dương Phục Quang qua đời năm 883 tại Hà Trung. Theo mô tả, do ông giỏi phủ dụ sĩ tốt nên họ đã than khóc thảm thiết trước cái chết của ông. Dương Phục Quang có một số lượng lớn các con nuôi (không phải là thái giám), và nhiều người trong số họ trở thành các nhân vật quân sự chủ chốt.